# Música maestro
Música maestro (Make Mine Music, en su título original en inglés) es un largometraje animado de 1945, producido por Walt Disney Pictures y distribuido por RKO Radio Pictures. Es el octavo de los clásicos de películas de Walt Disney Animation Studios. Es considerada una "película-paquete", por ser un largometraje compuesto de varios segmentos. Durante la Segunda Guerra Mundial buena parte del material que los estudios producían estuvo enfocado hacia la propaganda, por lo que muchas historias quedaron sin terminar. Como otros, este largometraje está por ende compuesto por varios segmentos, sin que exista relación alguna entre uno y otro, solo que todos son musicales entre sí.

## Segmentos
La película contiene diez segmentos musicales:
- Los Guerrero y los de León (The Martins and the Coys). El grupo vocal de los King's Men canta la historia de dos clanes con una oposición mortal entre sí. Tras la muerte de casi todos sus miembros, que a partir de entonces miran la escena desde el cielo, el muchacho y la muchacha sobrevivientes contraen matrimonio, reanudando las peleas en el último instante del corto.
- Tarde Azul (Blue Bayou). Animación original de Fantasía del segmento Claro de Luna de Claude Debussy solo que con nueva música y variación de la animación. Presenta dos garcetas volando por Everglades en una noche de luna.
- Cuando los gatos se juntan (All the Cats Join In). Es uno de los dos segmentos en los que participó Benny Goodman. En una innovadora puesta en escena, un lápiz dibuja los personajes y la escena a medida que sucede la acción. El corto muestra asimismo el encanto de la música popular en la juventud de los años 1940.
- Tres palabras (Without You). La versión en inglés consiste en una canción de amor perdido interpretada por Andy Russell.
- El gran valente (Casey at the Bat). Jerry Colonna narra el segmento que trata sobre el famoso poema homónimo de Ernest Thayer, que cuenta la historia de un beisbolista que falló debido a su propio engreimiento.
- Un sueño en silueta (Two Silhouettes). Presenta a David Lichine y Tania Riabouchinskaya, bailarines de ballet, cuyas siluetas se mueven entre evocadoras figuras. Dinah Shore canta la pieza que acompaña la acción.
- Pedro y el Lobo (Peter and the Wolf). Es una animación de la pieza Pedro y el lobo de 1936 de Serguéi Prokófiev, narrada por el actor Sterling Holloway. Un niño de Rusia llamado Peter parte al bosque para cazar al Lobo, junto a sus amigos el pájaro Sasha, la pata Sonia, y el gato Iván. Pese a la ferocidad del animal, el niño y sus compañeros consiguen su propósito salvando al pueblo de la amenaza.
- Después que te fuiste (After You've Gone). Este segmento volvió a presentar a Benny Goodman y The Goodman Quartet (Teddy Wilson, Cozy Cole y Sid Weiss) como seis instrumentos antropomorfizados (piano, bajo, caja y bombo, platillo y clarinete) que desfilaron por un patio de recreo musical.
- Historia de un idilio (Johnnie Fedora and Alice Blue Bonnett). Este segmento relata la historia romántica de Johnnie Fedora y Alice Blue Bonnett quienes son dos sombreros que se enamoran en la vitrina de un almacén de la Ciudad de Nueva York. Cuando Alice es vendida, Johnnie se dedica a buscarla. Finalmente, por pura casualidad, ambos se reencuentran y viven felices para siempre estando juntos el uno al lado del otro. The Andrews Sisters cantan el romance.
- El ballenato que quiso cantar en la ópera (The Whale Who Wanted To sing At The Met). Este último segmento que sirve como el final de la película cuenta la historia agridulce de una ballena llamada Willie con un increíble talento musical y que tiene el sueño de cantar en una gran ópera. Un rumor sobre una ballena operística se extiende por toda la ciudad pero aparentemente el rumor es desmentido. Por lo tanto, el empresario miope y director de ópera Tetti-Tatti cree que la ballena se ha tragado a un cantante de ópera concluyendo esto después de estudiar la historia de Jonás. Tetti-Tatti se propone "rescatar" a la presa inexistente mientras los periódicos anuncian que se dirige hacia el mar. Whitey, el amigo gaviota de Willie, le trae emocionado el periódico a Willie, y todos sus amigos creen que esta es su gran oportunidad, por lo que Willie sale a recibir al barco para cantarle a Tetti-Tatti. Al oírlo cantar, Tetti-Tatti llega a creer que Willie no se ha tragado a solo uno sino a tres cantantes (debido a que tiene tres úvulas, cada una con un rango de voz diferente: tenor, barítono y bajo), y estando en su barco con tres tripulantes se dispone a perseguirlo con un arpón. Al oír cantar a la ballena, los tripulantes intentan impedir que el terco y engañado Tetti-Tatti mate a la ballena ya que quieren seguir escuchándolo cantar, los tripulantes llegan hasta el punto de inmovilizar a Tetti-Tatti sentándose sobre él. Luego sigue un montaje de lo que sería la futura carrera de Willie en la interpretación de ópera en el escenario del Met, con Tetti-Tatti demostrando aparentemente haber sido al fin convencido. Al final, de regreso a la realidad, Tetti-Tatti logra arponear y matar a Willie, lo que hace que los tres tripulantes lo golpeen después, pero el narrador luego explica que la voz de Willie ahora cantará en el cielo, irónicamente todavía logra su sueño después de muerto pese a todo lo ocurrido; la toma final es de las puertas del paraíso con un cartel de "agotado". Cuando se cierra el telón, la película finaliza.

## Reparto
- Nelson Eddy - Narrador (El ballenato que quiso cantar en la ópera), Willie la ballena, Tetti-Tatti y los Tres Tripulantes
- Dinah Shore - Intérprete (Un sueño en silueta)
- Benny Goodman - Compositor (Cuando los gatos se juntan / Después que te fuiste)
- The Andrews Sisters - Trío de intérpretes (Historia de un idilio)
- Jerry Colonna - Narrador (El gran valente)
- Sterling Holloway - Narrador (Pedro y el lobo)
- Andy Russell - Intérprete (Tres palabras)
- David Lichine - Bailarín (Un sueño en silueta)
- Tania Riabouchinskaya - Bailarina (Un sueño en silueta)
- The Pied Pipers - Intérpretes (Cuando los gatos se juntan)
- The King's Men - Intérpretes (Los Guerrero y los de León)
- The Ken Darby Chorus - Intérpretes (Tarde Azul)

## Doblaje
El doblaje en español (1946) estuvo a cargo del mexicano Edmundo Santos. Este doblaje es usado y distribuido en todos los países de habla hispana.
- Ken Darby Chorus - Intérpretes de «Música Maestro»
- Trío Calaveras - Intérpretes de «Los Guerrero y los de León»
- Carlos Valádez - Intérprete de «Tarde Azul»
- Chucho Martínez Gil - Intérprete de «Tres palabras»
- Edmundo Santos - Narrador de «El gran valente»
- Dinah Shore - Intérprete de «Un sueño en silueta»
- Salvador Báguez - Narrador de «Pedro y el lobo»
- Chucho Martínez Gil y Estelita Rodríguez - Intérpretes de «Historia de un idilio»
- Nelson Eddy - Intérprete de «El Ballenato que quiso cantar en la ópera»

## Banda sonora
| N.º | Título                                                          | Escritor(es)                          | Intérprete(s)          | Duración |  |
| 1.  | «Make Mine Music (Música Maestro)»                              | Ken Darby y Eliot Daniel              | Coro de Disney Studios |          |  |
| 2.  | «The Martins and the Coys (Los Guerrero y los de León)»         | Al Cameron y Ted Weems                | The King's Men         |          |  |
| 3.  | «Blue Bayou (Tarde Azul)»                                       | Bobby Worth y Ray Gilbert             | Ken Darby              |          |  |
| 4.  | «All the Cats Join In (Cuando los gatos se juntan)»             | Alec Wilder y Ray Gilbert             | Benny Goodman          |          |  |
| 5.  | «Without You (Tres palabras)»                                   | Ray Gilbert                           | Andy Russell           |          |  |
| 6.  | «Casey at the Bat (El gran valente)»                            | Ray Gilbert, Ken Darby y Eliot Daniel | Jerry Colonna          |          |  |
| 7.  | «Two Silhouettes (Un sueño en silueta)»                         | Charles Wolcott y Ray Gilbert         | Dinah Shore            |          |  |
| 8.  | «Peter and the Wolf (Pedro y el Lobo)»                          | Serguéi Prokófiev                     | Sterling Holloway      |          |  |
| 9.  | «After You've Gone (Después que te fuiste)»                     | Turner Layton y Henry Creamer         | Benny Goodman          |          |  |
| 10. | «Johnnie Fedora and Alice Blue Bonnett (Historia de un idilio)» | Allie Wrubel y Ray Gilbert            | The Andrews Sisters    |          |  |

## Lanzamiento
En el año 2000, se hace el único lanzamiento que ha tenido este film. En él se elimina el segmento "Los Guerrero y los de León" por considerarse altamente violento para el público infantil, y también se editaron las imágenes sexualizadas en "Cuando los gatos se juntan".
"Johnnie Fedora and Alice Bluebonnet" (Historia de Un Idilio) se lanzó en laserdisc en 1999 como parte de la caja de discos de The Disneyland Anthology, ya que era un segmento del episodio Adventures in Fantasy.
A partir de septiembre de 2021, Música Maestro es la única película en el canon animado de Disney que aún no está disponible en Disney+. Sin embargo, hay una petición en Change.org para exigir a la plataforma de transmisión que agregue esta película, a partir del 16 de marzo de 2022, la película aún no está en Disney+ y la petición en Change.org tiene menos de 1000 firmas.
Después de permanecer en la Disney Vault durante 21 años, Disney lanzó Música Maestro y Melody Time por primera vez en Blu-Ray sin cortes, a través de su sitio web Disney Movie Club el 2 de noviembre de 2021.

## Fechas de estreno
- Brasil: 26 de abril de 1946.
- Argentina: 19 de julio de 1946.
- México: 25 de julio de 1946.
- Venezuela: 1 de agosto de 1946.
- Reino Unido: 16 de septiembre de 1946.
- Australia: 13 de febrero de 1947.
- Suecia: 4 de abril de 1949.
- Francia: 14 de septiembre de 1949.
- Países Bajos: 13 de octubre de 1949.
- Bélgica: 13 de octubre de 1949.
- Italia: 16 de diciembre de 1949.
- Hong Kong: 21 de diciembre de 1950.
- Austria: 19 de octubre de 1951.
- Filipinas: 3 de enero de 1952.
- Finlandia: 18 de abril de 1952.
- Dinamarca: 2 de junio de 1952.